# Bergbau AG Neue Hoffnung
Die Bergbau AG Neue Hoffnung war ein Unternehmen im Montanbereich. Sie ging aus der zerschlagenen Gutehoffnungshütte (GHH) hervor. Sie besaß die Zechen Sterkrade, Osterfeld, Oberhausen, Vondern, Jacobi, Franz Haniel und Hugo Haniel. Im Stahlbereich waren die Hüttenwerk Oberhausen (HOAG) entstanden. Die Bergbau AG Neue Hoffnung ging in den 1960er Jahren in die Ruhrkohle AG auf.